# Пясутно-Желязне (Підляське воєводство)
Пясутно-Желязне (пол. Piasutno Żelazne) — село в Польщі, у гміні Збуйна Ломжинського повіту Підляського воєводства.
Населення — 119 осіб (2011).
У 1975-1998 роках село належало до Ломжинського воєводства.

## Демографія
Демографічна структура станом на 31 березня 2011 року:
|          | Загалом | Допрацездатний вік | Працездатний вік | Постпрацездатний вік |
| -------- | ------- | ------------------ | ---------------- | -------------------- |
| Чоловіки | 57      | 10                 | 39               | 8                    |
| Жінки    | 62      | 13                 | 33               | 16                   |
| Разом    | 119     | 23                 | 72               | 24                   |